# Метеориты (фильм)
«Метеори́ты» — советский чёрно-белый научно-популярный фильм Павла Клушанцева 1947 года о природе происхождения «падающих звёзд» — метеоритов.

## Сюжет
Астроном в 1846 году наблюдает через телескоп раздвоение короткопериодической кометы Биелы. Через шесть лет комета появляется вновь но её части уже значительно удалены друг от друга. Ещё через двадцать лет в 1872 году вместо кометы астрономы наблюдают необычайно яркий метеоритный или «звёздный» дождь.
В Солнечной системе кроме огромных планет двигаются кометы, собранные из маленьких песчинок. Если комета оказывается близко к планете, планета своим притяжением разрывает комету на потоки, которые двигаются по космическому пространству. Когда Земля проходит через метеорный поток, атмосфера спасает людей от песчинок. Песчинки раскаляются в атмосфере, становятся горячими метеорами и обычно полностью сгорают. Но крупные метеоры — болиды способны достигнуть поверхности Земли. Упавшие с неба камни называются метеоритами. Метеориты оставили свой след в истории: в Мекке есть главная святыня мусульманства — Кааба, внутри которой находится Чёрный камень, который возможно является метеоритом, в Германии метеорит Энсисхейм приковали цепями, чтобы он не улетел обратно, в Америке индейцы клали метеориты умершим, как пропуск на небо. Сейчас метеориты собирают и изучают. Ни в одном из них не было обнаружено новых химических элементов, что свидетельствует о единстве материи во вселенной.

## Производство
В тексте своего предыдущего фильма «Полярное сияние» (1946) Павел Клушанцев использовал фразу: «… тайны полярных сияний разгадал и дал им физическое объяснение норвежский учёный Штермер». В Москве эти слова посчитали космополитскими, дискредитировавшими вклад советских учёных в разгадку атмосферного явления. На студии «Леннаучфильм» из-за этого сильно ухудшилось отношение к Клушанцеву, его даже собирались уволить. Клушанцева спасло то, что в планах киностудии всегда были картины, в которых требовались комбинированные или технически сложные съёмки. Такой картиной стали «Метеориты», сценарий к которым написал он сам. В качестве основного технического приёма при съёмках был применён особый «люминесцентный способ съёмки», который оператор А. Лаврентьев подсмотрел у одного фокусника в Москве. Он показывал фокусы с применением специальных красок, которые светятся, если на них направить луч ультрафиолетового света. Некоторые источники света, например, ртутные лампы, кроме света видимого, излучают и ультрафиолетовый. Существуют особые чёрные стекла, пропускающие только ультрафиолетовый свет.
Если такое стекло поставить перед ртутной лампой, то в комнате будет темно, а предметы окрашенные светящимися красками будут видны. На этом и были основаны «чудеса», которые показывали в Москве.Павел Клушанцев, «В стороне от больших дорог» 2016
Кинематографисты заказали чёрные стёкла и люминесцентные краски, найти которые удалось только в Московском институте цветных металлов. Вскоре Клушанцеву и Лаврентьеву удалось создать целый парк осветительных приборов «чёрного света» — ртутных ламп и особых светоприборов. Но чёрные стёкла всё-таки пропускали свет, в павильоне этого не было заметно, но камера его улавливала. Чтобы нейтрализовать этот эффект кинематографисты поставили перед объективом жёлтый светофильтр. Но при съёмках возникли и другие проблемы. Оказалось, что краски не создавали нужного свечения. Нужного эффекта можно было достичь только, если сосредоточить свет на небольшой площади. Трудности возникли так же и со съёмками макетов. Требовалось воссоздать не только движение макетов, но и плавное движение камеры. Для всего этого были разработаны специальные приёмы с система механизмов. Съёмочная камера всегда стояла на малом операторском кране. Кран закреплялся на деревянных «санках», которые могли двигаться по деревянным рельсам с бортиками. При покадровой съёмке, движение «санок» на каждый кадр измерялось миллиметрами. Чтобы двигать эту тяжёлую конструкцию с нужной точностью и без толчков и рывков, по бортам рельсов были сделаны вырезы, куда закладывалась перекладина. Между ней и «санками» горизонтально закладывался автомобильный домкрат. Для каждого кадра ручка вращалась на заранее просчитанную долю оборота, и вся конструкция двигалась вперёд.
Для съёмок макета были разработаны два варианта движения: вращательные для планет и прямолинейное для туманности. Вращательное движение достигалось с помощью установки макета на механическую «карусель». Туманность подвешивалась на нити к потолку павильона и оттягивалась с помощью лебёдки с мотором и двумя валами. Валы вращались с разной скоростью и тянули несколько нитей с разной скоростью, что обеспечивало плавное движение вперёд.
Научным консультантом фильма выступил В. В. Шаронов.

## Награды
- диплом на 9-м Международном кинофестивале в Венеции (1948)[4].

## Влияние
В фильме кроме реальных метеоритов из музеев использовались комбинированные съёмки, поражавшие воображение зрителей тех лет. Метеоритный дождь, например, выглядел весьма достоверно и отнюдь не «мультипликационно».

Клушанцев вновь блестяще справился с труднейшими техническими задачами. В этом фильме он вместе со своим помощником А. Лаврентьевым впервые применил разработанный ими метод «Люминесцентной съёмки», который впоследствии широко использовался на всех его фильмах космического цикла. Фильм «Метеориты» восхищал зрителей правдоподобностью показа Солнечной системы, движением планет по орбитам и полным ощущением объёма небесных тел. Пролетающие на экране метеориты вообще поражали воображение.
— Валерий Суслов, главный редактор киностудии «Леннаучфильм»
 После успеха картины «Метеориты», которая не только прекрасно была принята в Москве, но и получила диплом на международном фестивале в Венеции, в Москве поняли, что можно включать в план и картины на астрономические темы. Это позволило Павлу Клушанцеву в дальнейшем создать такие картины, как «Вселенная» и «Дорога к звёздам».